# Kościół św. Rocha w Zamarskach
Kościół pod wezwaniem Świętego Rocha w Zamarskach – zabytkowy, drewniany kościół parafialny parafii św. Rocha w centrum Zamarsk. Wybudowany w 1731, z wieżą z końca XVI wieku. 
Kościół znajduje się na Szlaku Architektury Drewnianej województwa śląskiego w pętli pszczyńskiej.

## Historia
Pierwszy drewniany kościół w Zamarskach spalił się przed lub w 1585 roku. Odbudowana dzwonnica z nowym dzwonem bez napisów służyła jako dzwonnica cmentarna i została błędnie określona w dokumencie kościelnej wizytacji z 1652 roku jako kościół filialny parafii cieszyńskiej. Kościół dobudowany został do wieży dopiero w 1731 z fundacji Henryka Fryderyka z rodu Wilczków. Z początku pracowali w nim w roli misjonarzy biskupskich OO. Jezuici, a po zniesieniu zakonu w 1773 kościół został filialnym kościołem cieszyńskiej parafii, później parafii w Hażlachu. W 1880 do starszego dzwonu dołączył drugi odlany w 1880, który został odebrany w 1916 na cele wojenne, zachował się wówczas starszy dzwon. Początkowo kościół był pod wezwaniem Najświętszego Serca Jezusa a wraz z erygowaniem parafii w 1981 pod wezwaniem św. Rocha.

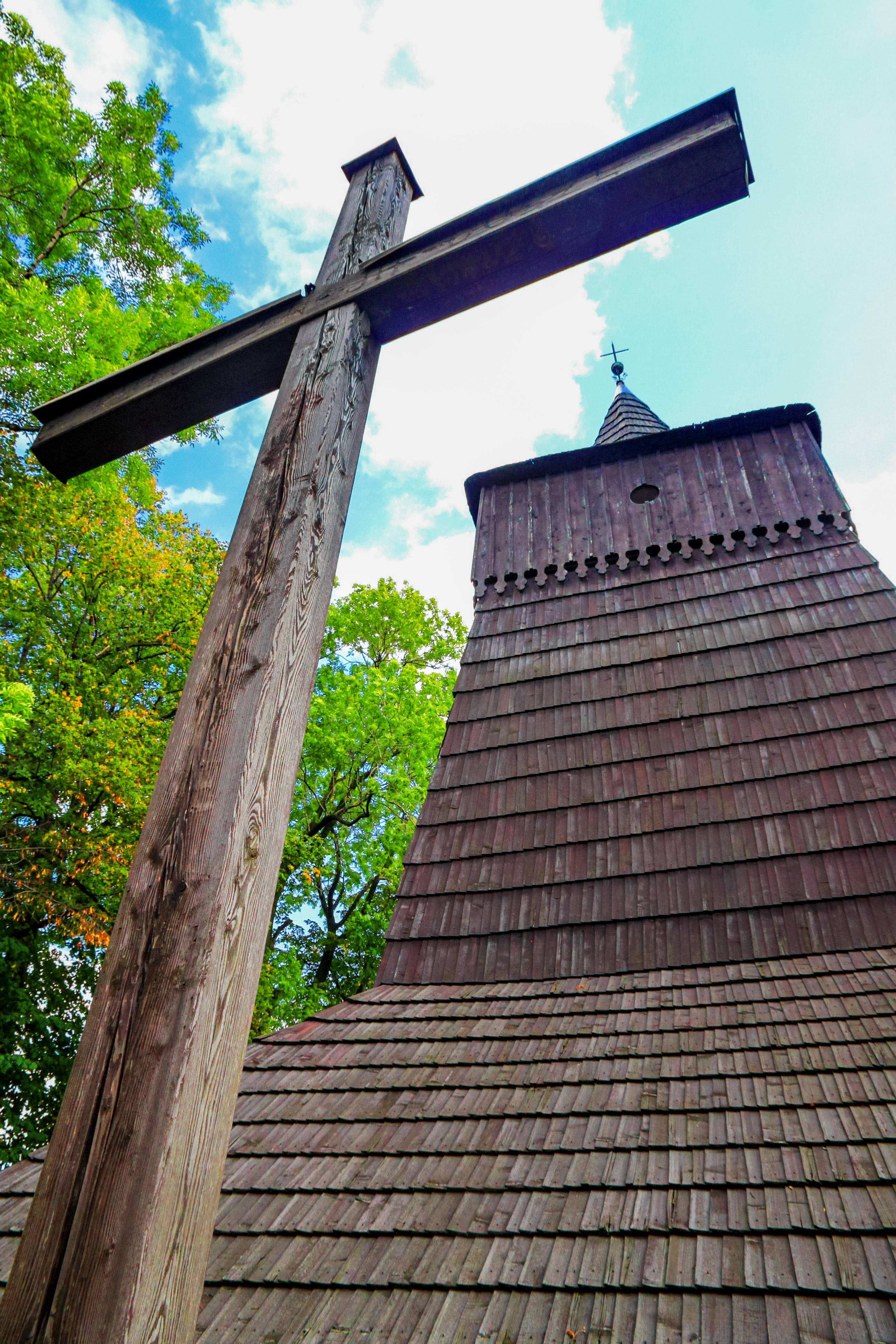
Wieża kościoła oraz krzyż
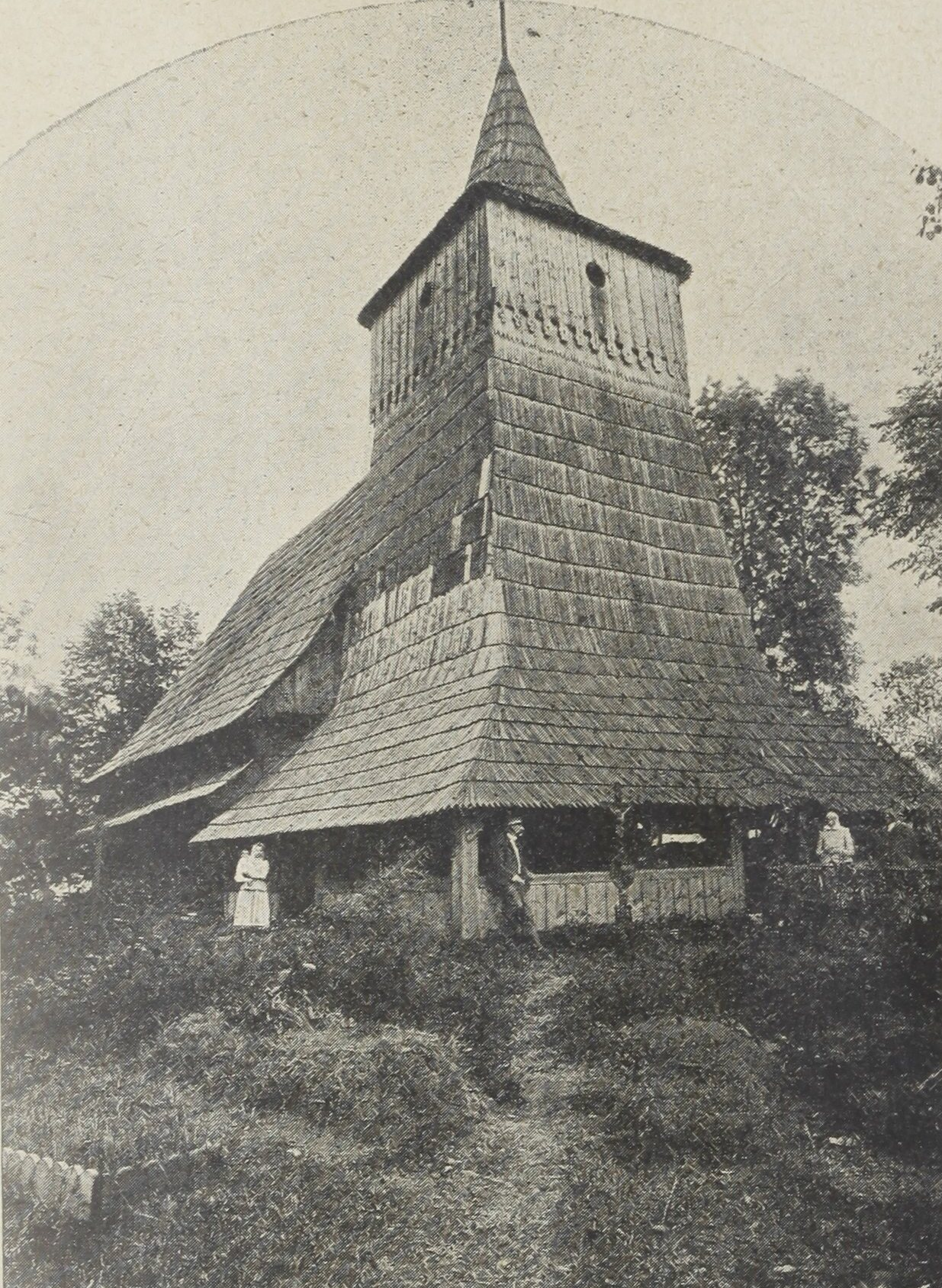
Kościół przed 1932

## Architektura
Kościół jest orientowany, drewnianej konstrukcji zrębowej na kamiennej podmurówce. Trójbocznie zamknięte prezbiterium wraz z nawą główną tworzy jedną bryłę i przykryte są wspólnym dwuspadowym, jednokalenicowym dachem przykrytym gontem. Również gontem przykryte są przylegające do jej ścian podparte zastrzałami daszki okapowe oraz ostrosłupowy hełm starszej wieży zbudowanej na słup. Pod jej dachem znajduje się pozorna izbica. Do wieży przylegają tzw. soboty ze ścianami oszalowanymi poziomo.

## Wnętrze
Nad wnętrzem znajduje się płaski strop. Ściany pokryte są poziomą boazerią. Na ołtarzu głównym znajduje się obraz Najświętszego Serca Jezusa. W kościele poza ołtarzem głównym znajdują się dwa barokowe ołtarze boczne, które wraz z amboną zostały odkupione po 1884 z kościoła szpitalnego pw. św. Jerzego w Cieszynie. Na pierwszym znajduje się rzeźbiona statua św. Anny, a nad nią obraz św. Józefa i Matki Bożej. Drugi mieści statuę św. Jana Nepomucena a nad nim znajduje się obraz św. Karola Boromeusza, kreski cieszyńskiego malarza Świerkiewicza, podarowany kościołowi św. Jerzego przez cieszyńskiego kupca Karola Bernacika w połowie XIX wieku. Na miejscu krzyża triumfalnego obraz w formie medalionu Matki Boskiej, Królowej Nieba. Na przedniej balustradzie chóralnej figury św. Barbary i św. Katarzyny, przeniesione z poprzedniego ołtarza głównego.